# Copa dos Campeões Cearenses de 2018
A Copa dos Campeões Cearenses de 2018 foi a 4ª edição da Copa dos Campeões Cearenses, sendo a 3ª em caráter oficial, não-amistosa.
A edição foi disputada entre o Ceará, campeão do Cearense 2017, e o Floresta, campeão da Copa Fares Lopes 2017, em jogo único.
Assim como na edição anterior, não foi marcada partida com o fim específico de decidir o título, sendo aproveitada a 3ª rodada do Cearense 2018.
O Floresta venceu a partida pelo placar de 3x1 e sagrou-se campeão, pela primeira vez em sua história. A edição também representou a primeira oportunidade em que o torneio foi vencido por um clube oriundo da Copa Fares Lopes, e não do Cearense.

## Partida
| 24 de janeiro de 2018 | Floresta                                     | 3 – 1         | Ceará       | Presidente Vargas, Fortaleza |
| 21:30 (UTC−3)         | Paulo Vyctor 3' · Dim 68' · Edson Cariús 85' | Ficha Técnica | 45' Andrigo | Árbitro: CE                  |

## Transmissão
- Brasil: Esporte Interativo, TV Verdes Mares, TV Diário.[2]

## Campeão
| Taça dos Campeões Cearenses de 2018 |
| Fortaleza                           |
| ----------------------------------- |
| Floresta (1º título)                |